# Heroes, Saints and Fools
Albums de Saracen
Change of Heart
(1984)
Heroes, Saints & Fools est le premier album du groupe anglais Saracen.Il a été composé intégralement par son guitariste, Robert Bendelow. Réalisé sur le label indépendant Nucleus Records, il fut grâce à son succès distribué par Polygram.
Comportant originellement sept titres, sa réédition en disque compact comprend trois titres supplémentaires, le single We have Arrived et deux titres du projet solo de Robert Bendelow, Templar, Blue Stanza et Come to the Light.

## Liste des titres du Lp original
- Toutes les compositions sont de Robert Bendelow.

### Face 1
1. Crusader - 7:00
2. Rock of Ages - 3:20
3. No More Lonely Nights - 3:30
4. Horsemen of the Apocalypse - 6:30

### Face 2
1. Heroes, Saints and Fools - 7:40
2. Dolphin Ride - 3:55
3. Ready To Fly - 8:20

## Personnel
- Robert Bendelow : guitares.
- Steve Bettney : chant.
- Richard Lowe : claviers, chœurs.
- Barry Yates : basse, chœurs.
- John Thorne : batterie, percussions.